# Isabel Pons i Iranzo
Isabel Pons i Iranzo   (Barcelona, 28 de gener de 1912 - Rio de Janeiro i Brasil, 3 de juny de 2002) va ser una dissenyadora, il·lustradora, pintora i professora catalano-brasilera.
Va cursar cursos de pintura i dibuix a l'Escola de Belles Arts de Barcelona del 1925 al 1930. Durant el mateix període, va estudiar a l'Escola Industrial de Sabadell, amb Joan Vila i Cinca i Antoni Vila i Arrufat, entre d'altres. Entre 1930 i 1940 va treballar a l'estudi del pintor Carlos Vazquez i al Reial Cercle Artístic de Barcelona.
L'any 1931 va participar en el concurs de pintura Montserrat vist pels pintors catalans organitzat pel Cercle Artístic de Sant Lluc. Les obres dels artistes que hi concorregueren es van exposar al Palau de les Arts Decoratives de Barcelona entre el desembre de 1931 i el febrer de 1932.
Al voltant de 1935, realitzà il·lustracions per a llibres del poeta Federico García Lorca. Després de la Guerra Civil, consta entre els participants de l'Exposició Nacional de Belles Arts que es va fer a Barcelona l'any 1942, en la qual va presentar un retrat de Marguerite Gautier, protagonista de La dama de les camèlies, de la de Madrid de l'any següent, on va exposar dos dibuixos, i en la de l'any 1945, en la qual va presentar tres pastels titulats Cabeza de estudio, Maternidad i Intermedio.
El 1945 es va traslladar a Rio de Janeiro i el 1957 va ensenyar gravat a l'Escola d'Arts Visuals del Parque Lage (EAV / Parque Lage). Va naturalitzar-se brasilera el 1958 i va estudiar amb Rossini Pérez i Johnny Friedlaender a l'Estudi de Gravat del Museu d'Art Modern de Rio de Janeiro (MAM / RJ), el 1959.
Relacionada amb les entitats artístiques del país, s'integrà a la Comissió Nacional de Belles Arts (1964-67) i participà en exposicions com la Biennal de São Paulo, en la qual aconseguí el premi de gravat, el 1961.
Després de catorze anys de no exposar a sales catalanes, el 1975 presentà una important mostra a Barcelona. Té obra representada a diversos museus de Rio de Janeiro, al de la Universitat de São Paulo i a diversos museus de ciutats d'arreu del món, com Nova York, Cleveland, La Paz i Madrid, entre d'altres.
A Catalunya, conserven obra d'Isabel Pons i Iranzo el Museu de Montserrat i el Museu d'Història de la Ciutat de Girona.